# David Möller
Pour les articles homonymes, voir Möller.
David Möller, né le 13 janvier 1982 à Sonneberg, est un lugeur allemand.

## Biographie
David Möller a remporté à deux reprises les championnats du monde en 2004 et 2007. Le 14 février 2010, il prend la deuxième place des Jeux olympiques d'hiver de Vancouver derrière son compatriote Felix Loch.

## Anecdote
David Möller se rendit célèbre en se cassant une dent en mordant dans sa médaille d'argent lors d'une séance photo pendant les Jeux olympiques de Vancouver de 2010.

## Palmarès

### Jeux olympiques d'hiver
- médaille d'argent en individuelle en 2010.

### Championnats du monde
- médaille d'or en individuelle en 2004.
- médaille d'or en individuelle en 2007.
- médaille d'or par équipe en 2004.
- médaille d'or par équipe en 2007.
- médaille d'argent en individuelle en 2008.
- médaille de bronze en individuelle en 2005.

### Coupe du monde
- 57 podiums individuels : 
  - en simple : 10 victoires, 23 deuxièmes places et 24 troisièmes places.
- 20 podiums en relais : 17 victoires et 3 deuxièmes places.

#### Détails des victoires en Coupe du monde
| Édition   | Piste                |
| 2003-2004 | Calgary Lake Placid  |
| 2004-2005 | Calgary              |
| 2006-2007 | Calgary Oberhof      |
| 2007-2008 | Calgary Winterberg   |
| 2008-2009 | Whistler             |
| 2012-2013 | Königssee Winterberg |

### Championnats d'Europe
- -  Médaille d'or par équipes en 2006.
  -  Médaille d'argent en individuel en 2004.
  -  Médaille de bronze en individuel en 2006 et 2008.